# Mussidan
Mussidan è un comune francese di 2 836 abitanti situato nel dipartimento della Dordogna nella regione della Nuova Aquitania.

## Società

### Evoluzione demografica
Abitanti censiti

## Amministrazione

### Gemellaggi
- Woodbridge, Regno Unito
- Sainte-Anne, Francia
- Vigy, Francia